# Leucopis setigera
Leucopis setigera är en tvåvingeart som beskrevs av Mcalpine 1971. Leucopis setigera ingår i släktet Leucopis och familjen markflugor. Inga underarter finns listade i Catalogue of Life.